# Krytý pěšec
|   | a | b | c | d | e | f | g | h |   |
| 8 | a7 černý pěšec · b7 černý pěšec · f7 černý pěšec · g7 černý pěšec · h7 černý pěšec · e6 černý pěšec · d4 bílý pěšec · a2 bílý pěšec · b2 bílý pěšec · f2 bílý pěšec · g2 bílý pěšec · h2 bílý pěšec | a7 černý pěšec · b7 černý pěšec · f7 černý pěšec · g7 černý pěšec · h7 černý pěšec · e6 černý pěšec · d4 bílý pěšec · a2 bílý pěšec · b2 bílý pěšec · f2 bílý pěšec · g2 bílý pěšec · h2 bílý pěšec | a7 černý pěšec · b7 černý pěšec · f7 černý pěšec · g7 černý pěšec · h7 černý pěšec · e6 černý pěšec · d4 bílý pěšec · a2 bílý pěšec · b2 bílý pěšec · f2 bílý pěšec · g2 bílý pěšec · h2 bílý pěšec | a7 černý pěšec · b7 černý pěšec · f7 černý pěšec · g7 černý pěšec · h7 černý pěšec · e6 černý pěšec · d4 bílý pěšec · a2 bílý pěšec · b2 bílý pěšec · f2 bílý pěšec · g2 bílý pěšec · h2 bílý pěšec | a7 černý pěšec · b7 černý pěšec · f7 černý pěšec · g7 černý pěšec · h7 černý pěšec · e6 černý pěšec · d4 bílý pěšec · a2 bílý pěšec · b2 bílý pěšec · f2 bílý pěšec · g2 bílý pěšec · h2 bílý pěšec | a7 černý pěšec · b7 černý pěšec · f7 černý pěšec · g7 černý pěšec · h7 černý pěšec · e6 černý pěšec · d4 bílý pěšec · a2 bílý pěšec · b2 bílý pěšec · f2 bílý pěšec · g2 bílý pěšec · h2 bílý pěšec | a7 černý pěšec · b7 černý pěšec · f7 černý pěšec · g7 černý pěšec · h7 černý pěšec · e6 černý pěšec · d4 bílý pěšec · a2 bílý pěšec · b2 bílý pěšec · f2 bílý pěšec · g2 bílý pěšec · h2 bílý pěšec | a7 černý pěšec · b7 černý pěšec · f7 černý pěšec · g7 černý pěšec · h7 černý pěšec · e6 černý pěšec · d4 bílý pěšec · a2 bílý pěšec · b2 bílý pěšec · f2 bílý pěšec · g2 bílý pěšec · h2 bílý pěšec | 8 |
| 7 | a7 černý pěšec · b7 černý pěšec · f7 černý pěšec · g7 černý pěšec · h7 černý pěšec · e6 černý pěšec · d4 bílý pěšec · a2 bílý pěšec · b2 bílý pěšec · f2 bílý pěšec · g2 bílý pěšec · h2 bílý pěšec | a7 černý pěšec · b7 černý pěšec · f7 černý pěšec · g7 černý pěšec · h7 černý pěšec · e6 černý pěšec · d4 bílý pěšec · a2 bílý pěšec · b2 bílý pěšec · f2 bílý pěšec · g2 bílý pěšec · h2 bílý pěšec | a7 černý pěšec · b7 černý pěšec · f7 černý pěšec · g7 černý pěšec · h7 černý pěšec · e6 černý pěšec · d4 bílý pěšec · a2 bílý pěšec · b2 bílý pěšec · f2 bílý pěšec · g2 bílý pěšec · h2 bílý pěšec | a7 černý pěšec · b7 černý pěšec · f7 černý pěšec · g7 černý pěšec · h7 černý pěšec · e6 černý pěšec · d4 bílý pěšec · a2 bílý pěšec · b2 bílý pěšec · f2 bílý pěšec · g2 bílý pěšec · h2 bílý pěšec | a7 černý pěšec · b7 černý pěšec · f7 černý pěšec · g7 černý pěšec · h7 černý pěšec · e6 černý pěšec · d4 bílý pěšec · a2 bílý pěšec · b2 bílý pěšec · f2 bílý pěšec · g2 bílý pěšec · h2 bílý pěšec | a7 černý pěšec · b7 černý pěšec · f7 černý pěšec · g7 černý pěšec · h7 černý pěšec · e6 černý pěšec · d4 bílý pěšec · a2 bílý pěšec · b2 bílý pěšec · f2 bílý pěšec · g2 bílý pěšec · h2 bílý pěšec | a7 černý pěšec · b7 černý pěšec · f7 černý pěšec · g7 černý pěšec · h7 černý pěšec · e6 černý pěšec · d4 bílý pěšec · a2 bílý pěšec · b2 bílý pěšec · f2 bílý pěšec · g2 bílý pěšec · h2 bílý pěšec | a7 černý pěšec · b7 černý pěšec · f7 černý pěšec · g7 černý pěšec · h7 černý pěšec · e6 černý pěšec · d4 bílý pěšec · a2 bílý pěšec · b2 bílý pěšec · f2 bílý pěšec · g2 bílý pěšec · h2 bílý pěšec | 7 |
| 6 | a7 černý pěšec · b7 černý pěšec · f7 černý pěšec · g7 černý pěšec · h7 černý pěšec · e6 černý pěšec · d4 bílý pěšec · a2 bílý pěšec · b2 bílý pěšec · f2 bílý pěšec · g2 bílý pěšec · h2 bílý pěšec | a7 černý pěšec · b7 černý pěšec · f7 černý pěšec · g7 černý pěšec · h7 černý pěšec · e6 černý pěšec · d4 bílý pěšec · a2 bílý pěšec · b2 bílý pěšec · f2 bílý pěšec · g2 bílý pěšec · h2 bílý pěšec | a7 černý pěšec · b7 černý pěšec · f7 černý pěšec · g7 černý pěšec · h7 černý pěšec · e6 černý pěšec · d4 bílý pěšec · a2 bílý pěšec · b2 bílý pěšec · f2 bílý pěšec · g2 bílý pěšec · h2 bílý pěšec | a7 černý pěšec · b7 černý pěšec · f7 černý pěšec · g7 černý pěšec · h7 černý pěšec · e6 černý pěšec · d4 bílý pěšec · a2 bílý pěšec · b2 bílý pěšec · f2 bílý pěšec · g2 bílý pěšec · h2 bílý pěšec | a7 černý pěšec · b7 černý pěšec · f7 černý pěšec · g7 černý pěšec · h7 černý pěšec · e6 černý pěšec · d4 bílý pěšec · a2 bílý pěšec · b2 bílý pěšec · f2 bílý pěšec · g2 bílý pěšec · h2 bílý pěšec | a7 černý pěšec · b7 černý pěšec · f7 černý pěšec · g7 černý pěšec · h7 černý pěšec · e6 černý pěšec · d4 bílý pěšec · a2 bílý pěšec · b2 bílý pěšec · f2 bílý pěšec · g2 bílý pěšec · h2 bílý pěšec | a7 černý pěšec · b7 černý pěšec · f7 černý pěšec · g7 černý pěšec · h7 černý pěšec · e6 černý pěšec · d4 bílý pěšec · a2 bílý pěšec · b2 bílý pěšec · f2 bílý pěšec · g2 bílý pěšec · h2 bílý pěšec | a7 černý pěšec · b7 černý pěšec · f7 černý pěšec · g7 černý pěšec · h7 černý pěšec · e6 černý pěšec · d4 bílý pěšec · a2 bílý pěšec · b2 bílý pěšec · f2 bílý pěšec · g2 bílý pěšec · h2 bílý pěšec | 6 |
| 5 | a7 černý pěšec · b7 černý pěšec · f7 černý pěšec · g7 černý pěšec · h7 černý pěšec · e6 černý pěšec · d4 bílý pěšec · a2 bílý pěšec · b2 bílý pěšec · f2 bílý pěšec · g2 bílý pěšec · h2 bílý pěšec | a7 černý pěšec · b7 černý pěšec · f7 černý pěšec · g7 černý pěšec · h7 černý pěšec · e6 černý pěšec · d4 bílý pěšec · a2 bílý pěšec · b2 bílý pěšec · f2 bílý pěšec · g2 bílý pěšec · h2 bílý pěšec | a7 černý pěšec · b7 černý pěšec · f7 černý pěšec · g7 černý pěšec · h7 černý pěšec · e6 černý pěšec · d4 bílý pěšec · a2 bílý pěšec · b2 bílý pěšec · f2 bílý pěšec · g2 bílý pěšec · h2 bílý pěšec | a7 černý pěšec · b7 černý pěšec · f7 černý pěšec · g7 černý pěšec · h7 černý pěšec · e6 černý pěšec · d4 bílý pěšec · a2 bílý pěšec · b2 bílý pěšec · f2 bílý pěšec · g2 bílý pěšec · h2 bílý pěšec | a7 černý pěšec · b7 černý pěšec · f7 černý pěšec · g7 černý pěšec · h7 černý pěšec · e6 černý pěšec · d4 bílý pěšec · a2 bílý pěšec · b2 bílý pěšec · f2 bílý pěšec · g2 bílý pěšec · h2 bílý pěšec | a7 černý pěšec · b7 černý pěšec · f7 černý pěšec · g7 černý pěšec · h7 černý pěšec · e6 černý pěšec · d4 bílý pěšec · a2 bílý pěšec · b2 bílý pěšec · f2 bílý pěšec · g2 bílý pěšec · h2 bílý pěšec | a7 černý pěšec · b7 černý pěšec · f7 černý pěšec · g7 černý pěšec · h7 černý pěšec · e6 černý pěšec · d4 bílý pěšec · a2 bílý pěšec · b2 bílý pěšec · f2 bílý pěšec · g2 bílý pěšec · h2 bílý pěšec | a7 černý pěšec · b7 černý pěšec · f7 černý pěšec · g7 černý pěšec · h7 černý pěšec · e6 černý pěšec · d4 bílý pěšec · a2 bílý pěšec · b2 bílý pěšec · f2 bílý pěšec · g2 bílý pěšec · h2 bílý pěšec | 5 |
| 4 | a7 černý pěšec · b7 černý pěšec · f7 černý pěšec · g7 černý pěšec · h7 černý pěšec · e6 černý pěšec · d4 bílý pěšec · a2 bílý pěšec · b2 bílý pěšec · f2 bílý pěšec · g2 bílý pěšec · h2 bílý pěšec | a7 černý pěšec · b7 černý pěšec · f7 černý pěšec · g7 černý pěšec · h7 černý pěšec · e6 černý pěšec · d4 bílý pěšec · a2 bílý pěšec · b2 bílý pěšec · f2 bílý pěšec · g2 bílý pěšec · h2 bílý pěšec | a7 černý pěšec · b7 černý pěšec · f7 černý pěšec · g7 černý pěšec · h7 černý pěšec · e6 černý pěšec · d4 bílý pěšec · a2 bílý pěšec · b2 bílý pěšec · f2 bílý pěšec · g2 bílý pěšec · h2 bílý pěšec | a7 černý pěšec · b7 černý pěšec · f7 černý pěšec · g7 černý pěšec · h7 černý pěšec · e6 černý pěšec · d4 bílý pěšec · a2 bílý pěšec · b2 bílý pěšec · f2 bílý pěšec · g2 bílý pěšec · h2 bílý pěšec | a7 černý pěšec · b7 černý pěšec · f7 černý pěšec · g7 černý pěšec · h7 černý pěšec · e6 černý pěšec · d4 bílý pěšec · a2 bílý pěšec · b2 bílý pěšec · f2 bílý pěšec · g2 bílý pěšec · h2 bílý pěšec | a7 černý pěšec · b7 černý pěšec · f7 černý pěšec · g7 černý pěšec · h7 černý pěšec · e6 černý pěšec · d4 bílý pěšec · a2 bílý pěšec · b2 bílý pěšec · f2 bílý pěšec · g2 bílý pěšec · h2 bílý pěšec | a7 černý pěšec · b7 černý pěšec · f7 černý pěšec · g7 černý pěšec · h7 černý pěšec · e6 černý pěšec · d4 bílý pěšec · a2 bílý pěšec · b2 bílý pěšec · f2 bílý pěšec · g2 bílý pěšec · h2 bílý pěšec | a7 černý pěšec · b7 černý pěšec · f7 černý pěšec · g7 černý pěšec · h7 černý pěšec · e6 černý pěšec · d4 bílý pěšec · a2 bílý pěšec · b2 bílý pěšec · f2 bílý pěšec · g2 bílý pěšec · h2 bílý pěšec | 4 |
| 3 | a7 černý pěšec · b7 černý pěšec · f7 černý pěšec · g7 černý pěšec · h7 černý pěšec · e6 černý pěšec · d4 bílý pěšec · a2 bílý pěšec · b2 bílý pěšec · f2 bílý pěšec · g2 bílý pěšec · h2 bílý pěšec | a7 černý pěšec · b7 černý pěšec · f7 černý pěšec · g7 černý pěšec · h7 černý pěšec · e6 černý pěšec · d4 bílý pěšec · a2 bílý pěšec · b2 bílý pěšec · f2 bílý pěšec · g2 bílý pěšec · h2 bílý pěšec | a7 černý pěšec · b7 černý pěšec · f7 černý pěšec · g7 černý pěšec · h7 černý pěšec · e6 černý pěšec · d4 bílý pěšec · a2 bílý pěšec · b2 bílý pěšec · f2 bílý pěšec · g2 bílý pěšec · h2 bílý pěšec | a7 černý pěšec · b7 černý pěšec · f7 černý pěšec · g7 černý pěšec · h7 černý pěšec · e6 černý pěšec · d4 bílý pěšec · a2 bílý pěšec · b2 bílý pěšec · f2 bílý pěšec · g2 bílý pěšec · h2 bílý pěšec | a7 černý pěšec · b7 černý pěšec · f7 černý pěšec · g7 černý pěšec · h7 černý pěšec · e6 černý pěšec · d4 bílý pěšec · a2 bílý pěšec · b2 bílý pěšec · f2 bílý pěšec · g2 bílý pěšec · h2 bílý pěšec | a7 černý pěšec · b7 černý pěšec · f7 černý pěšec · g7 černý pěšec · h7 černý pěšec · e6 černý pěšec · d4 bílý pěšec · a2 bílý pěšec · b2 bílý pěšec · f2 bílý pěšec · g2 bílý pěšec · h2 bílý pěšec | a7 černý pěšec · b7 černý pěšec · f7 černý pěšec · g7 černý pěšec · h7 černý pěšec · e6 černý pěšec · d4 bílý pěšec · a2 bílý pěšec · b2 bílý pěšec · f2 bílý pěšec · g2 bílý pěšec · h2 bílý pěšec | a7 černý pěšec · b7 černý pěšec · f7 černý pěšec · g7 černý pěšec · h7 černý pěšec · e6 černý pěšec · d4 bílý pěšec · a2 bílý pěšec · b2 bílý pěšec · f2 bílý pěšec · g2 bílý pěšec · h2 bílý pěšec | 3 |
| 2 | a7 černý pěšec · b7 černý pěšec · f7 černý pěšec · g7 černý pěšec · h7 černý pěšec · e6 černý pěšec · d4 bílý pěšec · a2 bílý pěšec · b2 bílý pěšec · f2 bílý pěšec · g2 bílý pěšec · h2 bílý pěšec | a7 černý pěšec · b7 černý pěšec · f7 černý pěšec · g7 černý pěšec · h7 černý pěšec · e6 černý pěšec · d4 bílý pěšec · a2 bílý pěšec · b2 bílý pěšec · f2 bílý pěšec · g2 bílý pěšec · h2 bílý pěšec | a7 černý pěšec · b7 černý pěšec · f7 černý pěšec · g7 černý pěšec · h7 černý pěšec · e6 černý pěšec · d4 bílý pěšec · a2 bílý pěšec · b2 bílý pěšec · f2 bílý pěšec · g2 bílý pěšec · h2 bílý pěšec | a7 černý pěšec · b7 černý pěšec · f7 černý pěšec · g7 černý pěšec · h7 černý pěšec · e6 černý pěšec · d4 bílý pěšec · a2 bílý pěšec · b2 bílý pěšec · f2 bílý pěšec · g2 bílý pěšec · h2 bílý pěšec | a7 černý pěšec · b7 černý pěšec · f7 černý pěšec · g7 černý pěšec · h7 černý pěšec · e6 černý pěšec · d4 bílý pěšec · a2 bílý pěšec · b2 bílý pěšec · f2 bílý pěšec · g2 bílý pěšec · h2 bílý pěšec | a7 černý pěšec · b7 černý pěšec · f7 černý pěšec · g7 černý pěšec · h7 černý pěšec · e6 černý pěšec · d4 bílý pěšec · a2 bílý pěšec · b2 bílý pěšec · f2 bílý pěšec · g2 bílý pěšec · h2 bílý pěšec | a7 černý pěšec · b7 černý pěšec · f7 černý pěšec · g7 černý pěšec · h7 černý pěšec · e6 černý pěšec · d4 bílý pěšec · a2 bílý pěšec · b2 bílý pěšec · f2 bílý pěšec · g2 bílý pěšec · h2 bílý pěšec | a7 černý pěšec · b7 černý pěšec · f7 černý pěšec · g7 černý pěšec · h7 černý pěšec · e6 černý pěšec · d4 bílý pěšec · a2 bílý pěšec · b2 bílý pěšec · f2 bílý pěšec · g2 bílý pěšec · h2 bílý pěšec | 2 |
| 1 | a7 černý pěšec · b7 černý pěšec · f7 černý pěšec · g7 černý pěšec · h7 černý pěšec · e6 černý pěšec · d4 bílý pěšec · a2 bílý pěšec · b2 bílý pěšec · f2 bílý pěšec · g2 bílý pěšec · h2 bílý pěšec | a7 černý pěšec · b7 černý pěšec · f7 černý pěšec · g7 černý pěšec · h7 černý pěšec · e6 černý pěšec · d4 bílý pěšec · a2 bílý pěšec · b2 bílý pěšec · f2 bílý pěšec · g2 bílý pěšec · h2 bílý pěšec | a7 černý pěšec · b7 černý pěšec · f7 černý pěšec · g7 černý pěšec · h7 černý pěšec · e6 černý pěšec · d4 bílý pěšec · a2 bílý pěšec · b2 bílý pěšec · f2 bílý pěšec · g2 bílý pěšec · h2 bílý pěšec | a7 černý pěšec · b7 černý pěšec · f7 černý pěšec · g7 černý pěšec · h7 černý pěšec · e6 černý pěšec · d4 bílý pěšec · a2 bílý pěšec · b2 bílý pěšec · f2 bílý pěšec · g2 bílý pěšec · h2 bílý pěšec | a7 černý pěšec · b7 černý pěšec · f7 černý pěšec · g7 černý pěšec · h7 černý pěšec · e6 černý pěšec · d4 bílý pěšec · a2 bílý pěšec · b2 bílý pěšec · f2 bílý pěšec · g2 bílý pěšec · h2 bílý pěšec | a7 černý pěšec · b7 černý pěšec · f7 černý pěšec · g7 černý pěšec · h7 černý pěšec · e6 černý pěšec · d4 bílý pěšec · a2 bílý pěšec · b2 bílý pěšec · f2 bílý pěšec · g2 bílý pěšec · h2 bílý pěšec | a7 černý pěšec · b7 černý pěšec · f7 černý pěšec · g7 černý pěšec · h7 černý pěšec · e6 černý pěšec · d4 bílý pěšec · a2 bílý pěšec · b2 bílý pěšec · f2 bílý pěšec · g2 bílý pěšec · h2 bílý pěšec | a7 černý pěšec · b7 černý pěšec · f7 černý pěšec · g7 černý pěšec · h7 černý pěšec · e6 černý pěšec · d4 bílý pěšec · a2 bílý pěšec · b2 bílý pěšec · f2 bílý pěšec · g2 bílý pěšec · h2 bílý pěšec | 1 |
|   | a | b | c | d | e | f | g | h |   |

V šachu je krytý pěšec takový pěšec, jenž je kryt jiným pěšcem (tento jiný pěšec je na sousedním sloupci jedno pole za ním). Opakem krytého pěšce je izolovaný pěšec. Někdy je za krytého pěšce považován i takový pěšec, jenž má pouze potenciál být kryt (pěšec je na sousedním poli, ale aktuálně ho přímo kryje). Pokud je pěšec krytý, bývá to ve většině případů považováno za pozitivní.